# Arboramoeba
Arboramoebidae
Famille
Genre
Arboramoeba est l’unique genre d'amibozoaires (amibes) de la famille des Arboramoebidae (ordre des Phalansteriida, classe des Variosea).

## Étymologie
Le nom de genre Arboramoeba vient du latin arbor « arbre », et du αμοιβη / amoibē, « transformation », par allusion aux Amoebozoa, littéralement « amibe arborescente », en référence à la structure en arbre de cette amibe.

## Description
Arboramoeba est une amibe nue multinucléée, très ramifiée et réticulée. Son corps cellulaire est peu distinct. Les noyaux et les autres contenus cellulaires sont répartis sur l'ensemble du réseau que forme l'organisme. Ce réseau est nettement plus complexe sur la face antérieure, formant une large frontière très densément réticulée et non perméable où se produit la phagocytose des proies, laissant derrière elle une zone quasi stérile à mesure que la cellule progresse. La partie postérieure de la cellule est beaucoup moins réticulée et ramifiée, avec une ou quelques terminaisons postérieures non ramifiées et non fileuses. Des pseudopodes ramifiés, fileux, sont présents principalement sur la face antérieure de la cellule, mais peuvent également être observés dans d'autres parties du réseau, fusionnant régulièrement avec d'autres parties de la cellule. L'activité vacuolaire est très forte sur l'ensemble du réseau. Le mouvement des cellules entières est trop lent pour être directement observable. Aucune forme flottante distincte n'a été observée ; les cellules conservent leur forme complexe lorsqu'elles sont soigneusement détachées du substrat. Les kystes ont deux parois clairement séparées, de taille et de forme variables, jamais parfaitement rondes, souvent ovoïdes.

## Liste des espèces
Selon IRMNG (13 mars 2025) :
- Arboramoeba reticulata Geisen, Bass & Berney in Berney et al., 2015 (espèce type)

## Systématique
Le nom valide de ce taxon est Arboramoeba Geisen (d), Bass (d) & Berney (d), 2015,.

## Publications originales
- Famille des  Arboramoebidae :
  - (en) T. Cavalier-Smith, E. E. Chao et R. Lewis, « 187-gene phylogeny of protozoan phylum Amoebozoa reveals a new class (Cutosea) of deep-branching, ultrastructurally unique, enveloped marine Lobosa and clarifies amoeba evolution », Molecular Phylogenetics and Evolution, 2016, vol. 99, p. 275-296 (lire en ligne).
- Genre Arboramoeba :
  - (en) Cédric Berney, Stefan Geisen, Jeroen Van Wichelen, Frank Nitsche, Pieter Vanormelingen, Michael Bonkowski et David Bass, « Expansion of the 'Reticulosphere': Diversity of Novel Branching and Network-forming Amoebae Helps to Define Variosea (Amoebozoa) », Protist, Elsevier, vol. 166, no 2,‎ 20 avril 2015, p. 271-295 (ISSN 1434-4610 et 1618-0941, PMID 25965302, DOI 10.1016/J.PROTIS.2015.04.001).